# Jitokko
Jitokko (jap. 地頭鶏) – jedyna japońska rasa kur posiadająca czub.

## Charakterystyka
Jitokko zwykłe ma niewielki grzebień pojedynczy, jednak niektóre z nich mają czub i brodę. Czub opada na tył głowy i szyi. Szyja krótka, upierzenie obfite. Dzwonki małe, słabo widoczne, średniej wielkości zausznice czerwone. Skorupka składanych jaj przybiera brązowy kolor, ważą około 30 g.
Występują najczęściej odmiany barwne:
- pszeniczna
- kuropatwiana
- biała
- czarna

### Masa ciała
- Kogut: 2,4–2,6 kg[1]
- Kura: 1,8–2,0 kg[1]